# Лущан, Сергей Иванович
Серге́й Ива́нович Лущан (узб. Sergey Ivanovich Lushan; род. 14 июня 1973, Ташкент) — узбекистанский и российский футболист, выступавший на позициях защитника и полузащитника. Выступал за сборную Узбекистана. Ныне главный тренер клуба «Навбахор».

## Биография
В 6 лет начал заниматься в СДЮСШОР ташкентского «Пахтакора». В 11-м классе прекратил занятия из-за тяжелой травмы тазовой кости, полученной после аварии на мотоцикле. После школы отслужил в армии. После службы в армии прежний тренер Александр Мягков пригласил в команду первой лиги «Маъданчи» (Бекабад). На следующий сезон тренер Александр Аверьянов, приехавший в Ташкент, пригласил Лущана в «Океан» (Находка). Три сезона отыграл за «Океан» в первой лиге, затем перешёл в самарские «Крылья Советов». С 1997 по 2003 год играл в высшем дивизионе за «Крылья Советов» и «Ростсельмаш». В 2005 году получил российское гражданство. В 2007 году вернулся в Узбекистан, где выступал за ташкентский высшей лиги «Курувчи» (в 2008 году команда сменила название на «Бунёдкор»).
Закончив карьеру игрока Лущан остался в Бунёдкоре и возглавил академию клуба. В 2011 году он стал тренером дубля Бунёдкора, играющего в турнире дублёрских команд Высшей Лиги Узбекистана. С 2013 по 2014 годы возглавлял клуб Бунёдкор-2, фарм клуб выступающий в Первой Лиге Узбекистана. 11 марта 2014 он был назначен новым главным тренером молодёжной сборной Узбекистана до 20 лет, сменив на этом посту своего предшественника Алексея Евстафеева. С июня 2014 года по сентябрь 2015 года являлся главным тренером ташкентского «Бунёдкора». В феврале 2016 года снова был назначен главным тренером «Бунёдкора».
В 2021—2022 годах — директор ДЮСШ «Шахтёр» Солигорск. В конце 2022 года назначен главным тренером «Шахтёра» из Петрикова — фарм-клуба солигорского «Шахтёра» в первой лиге Белоруссии. В январе 2024 года покинул пост главного тренера петриковского «Шахтёра».
С июля 2024 года — главный тренер узбекского клуба «Навбахор».